# Holborn Bars

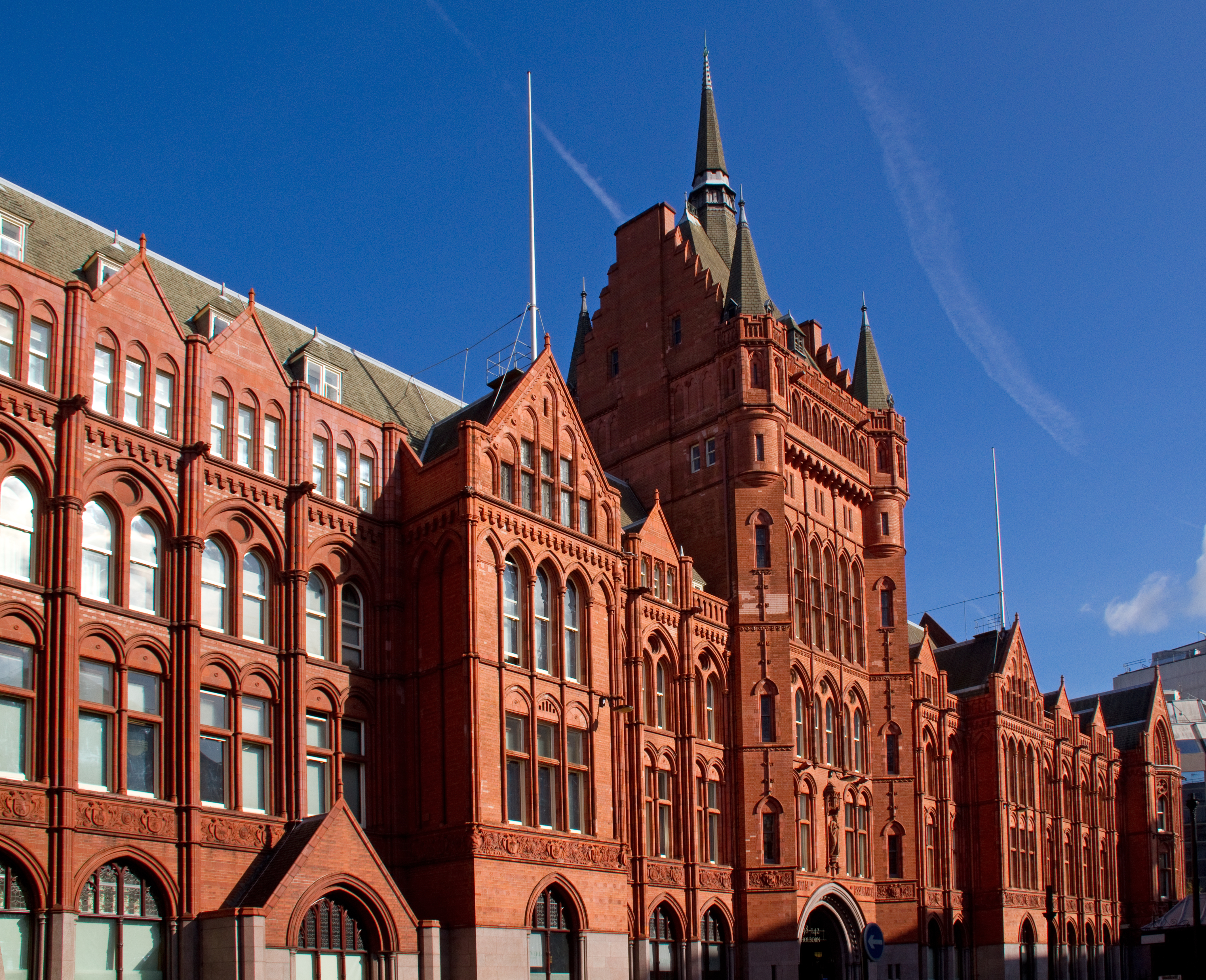
El Prudential Assurance Building.

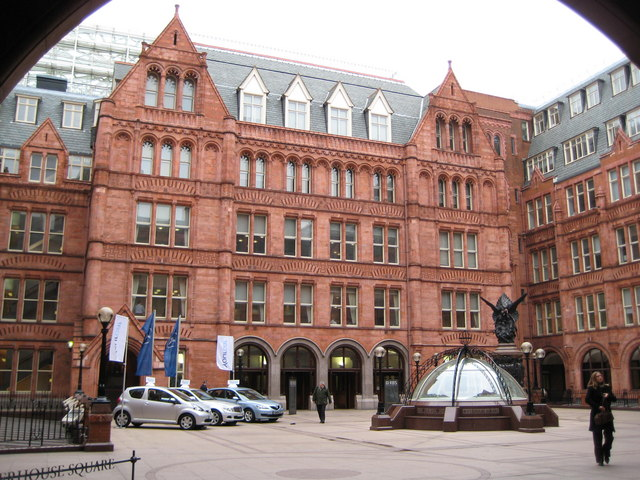
Waterhouse Square, un patio interior situado en la parte trasera del Prudential Assurance Building, que debe su nombre a Alfred Waterhouse, el arquitecto original del edificio.

Holborn Bars, también conocido como Prudential Assurance Building, es un gran edificio victoriano de terracota roja situado en el lado norte de Holborn (números 138–142) en Camden, en el límite con la City de Londres (Reino Unido). El edificio está rodeado por Holborn al sur, Brooke Street al oeste, Leather Lane al este y Beauchamp Street al norte. Actualmente está ocupado por De Vere Venues y la oficina en Londres de English Heritage, situada en el 1 de Waterhouse Square.

## Historia
Situado junto a Holborn (límite de Camden con la City de Londres), Holborn Bars fue construido en la parcela del antiguo Furnival's Inn, uno de los Inns of Chancery. Fue diseñado en estilo neogótico para la Prudential Assurance Society por los arquitectos Alfred Waterhouse y su hijo Paul Waterhouse, que se convertiría en socio del estudio de su padre en 1891, y construido por Holland, Hannen & Cubitts en varias fases entre 1876 y 1901. El interior del vestíbulo principal fue completado en 1906.
El edificio fue modificado entre 1930 y 1932 por E. M. Joseph, que introdujo elementos art déco, y ampliado en 1993 por EPR Architects, tras lo cual su superficie total pasó a ser de 34 931 m². Prudential se marchó del edificio en 1999 pero siguió siendo su propietario.

## Descripción
Originalmente el edificio incluía una biblioteca, un restaurante, una capilla, un vestíbulo, una terraza en la azotea y una entrada para mujeres. Estaba dotado de iluminación eléctrica y agua caliente. Actualmente el complejo también incluye un patio, llamado Waterhouse Square en honor al arquitecto original. El edificio fue catalogado como monumento clasificado de grado II* el 3 de marzo de 1972.